# Vega Monumental
La Vega Monumental es un gran mercado de servicios varios, ubicado en la ciudad de Concepción, Chile. Se ubica específicamente en las Intersecciones de las Avenidas 21 de mayo y Jorge Alessandri, en el Nudo Nobis, sector Lorenzo Arenas, a pasos del límite con la comuna de Hualpén y el Puente Juan Pablo II.

## Historia
Desde la década de 1940, la vega se situaba originalmente entre las calles Caupolicán y Manuel Rodríguez, en el centro de la ciudad.
En el año 1974, se toma la decisión de trasladar el mercado a la ubicación actual. En octubre de 1980 se da por inaugurada la Vega Monumental en sus nuevas dependencias.
El 6 de junio de 1994 un incendio destruyó completamente dos locales del establecimiento. Cuatro años después, el 28 de enero de 1998, otro incendio arrasó con 8 locales del patio de camiones. Las pérdidas se estimaron en más de 26 millones de pesos.
Un año antes, en 1997, se inaugura la pasarela 21 de mayo, cuya finalidad es hacer la entrada a la Vega más expedita. La pasarela cuenta con locales en su interior y puede trasladar cargas pesadas.[cita requerida]
El 4 de enero de 2010 un tercer incendio afectó a la Vega Monumental en su totalidad, destruyendo 740 locales. Las pérdidas son millonarias, y más de 1000 personas se quedan sin su fuente laboral. El Gobierno promete ayuda a las personas afectadas, y la ciudad queda conmocionada con lo sucedido, puesto que la Vega se había transformado en un lugar emblemático de la ciudad. La estructura quedó inutilizable por este incendio, terminando por colapsar después del terremoto del 27 de febrero. Luego de 16 meses, la reconstrucción sólo presentaba un 10% de avance, contrariando un proyecto de reconstrucción que aseguraba la renovación completa de las dependencias para el segundo semestre del mismo año. El 22 de febrero de 2011, un cuarto incendio, esta vez menor que el anterior, se registró en el llamado "patio de camiones" de la Vega.
El 31 de agosto de 2012, la Vega Monumental reabrió sus puertas, con una estructura remodelada muy distinta de la original, que aumentó su superficie a la de 12 mil metros cuadrados, conteniendo 370 locales comerciales.

## Distribución dentro de la Vega
La Vega Monumental se puede dividir en dos grandes zonas:
- Centro Comercial: corresponde a la zona cerrada, que se encuentra techada. Es la estructura de la Vega Monumental. Aquí es donde se ubican varios locales de algunos rubros tales como carnicerías, golosinerías, bazares y boutiques, tiendas de todo tipo de variedades, además de varios restaurantes, tiendas de moda, entre otros.

- Terminal Mayorista: es la zona abierta, ubicada al aire libre detrás del Centro Comercial, donde se ubica la feria libre de frutas y verduras. También se encuentran el terminal de buses rurales (con viajes hacia el interior de la Región del Biobío, ciudades como Florida y Quillón, entre otros), y el estacionamiento de camiones. Aquí se descargan grandes cantidades de frutas y verduras procedentes de la región y que luego son redistribuidas por la intercomuna.